# 江口街道 (宁波市)
江口街道，是中华人民共和国浙江省宁波市奉化区下辖的一个街道办事处，辖区面积36.66平方公里。

## 历史
唐时属招贤乡、永宁乡，宋至清属长寿乡，民国初属长寿区，1919年设江口镇、方桥镇、南渡镇，1939年属萧王庙区长寿一至六乡，部分属西坞区进化三乡，1947年改为江前乡、延年乡、南浦乡，1950年改为江口乡、前江乡、胡塔乡、方桥乡、陡门乡、南渡乡、浦口乡，属江口区，1956年撤销江口区，前江乡（除徐家渡村）、胡塔乡、陡门乡竺家村并入江口乡，陡门乡（除竺家村）、前江乡徐家渡村并入方桥乡，南渡乡、浦口乡合并为南浦乡，1958年改为江口公社江口管理区、方桥管理区、南浦管理区，1961年改为江口公社、方桥公社、南浦公社，属江口区，1965年撤销江口区，1972年重新设立江口区，1983年改为江口乡、方桥乡、南浦乡，1984年江口乡改为江口镇，1985年方桥乡改为方桥镇，1992年5月撤销江口区，南浦乡并入江口镇，2001年6月方桥镇并入江口镇，2003年12月撤镇设立江口街道:11-15、85、486:58-59，2018年4月以宁波市批准的宁南贸易物流区规划为基础，以村（社区）成建制划分为原则，划出方桥1个居委会，方桥、胡家渡、下王渡、龙潭墩、河西、仓基、双马、后顾、下陈、禾家桥、陈王、儒江、横里埭、阮家、包山、上三村、盛家、何家、新桥下、庄家、后江、前江、竺家、徒家24个行政村，设立方桥街道。

## 行政区划
江口街道下辖以下地区：
江口社区、江口村、柱石村、周村、后胡村、新塔村、蒋葭浦村、上横村、中横村、下横村、郭范村、王溆浦村、张村、前胡村、孙俞村、前横村、后横村、庄家畈村、沈家堍村、山头朱村、浦口王村、张俞村、坝桥村、朱应村、姜耷村、陈傅村、南渡村、上下张村和三迸桥村。